# Келпіно (Хощенський повіт)
Келпіно (пол. Kiełpino, нім. Cölpin) — село в Польщі, у гміні Дравно Хощенського повіту Західнопоморського воєводства.
Населення — 144 особи (2011).
У 1975-1998 роках село належало до Гожовського воєводства.

## Демографія
Демографічна структура станом на 31 березня 2011 року:
|          | Загалом | Допрацездатний вік | Працездатний вік | Постпрацездатний вік |
| -------- | ------- | ------------------ | ---------------- | -------------------- |
| Чоловіки | 72      | 15                 | 55               | 2                    |
| Жінки    | 72      | 20                 | 35               | 17                   |
| Разом    | 144     | 35                 | 90               | 19                   |